# Aziatische dwergeekhoorn
De Aziatische dwergeekhoorn (Nannosciurus melanotis) is een zoogdier uit de familie van de eekhoorns (Sciuridae). De wetenschappelijke naam van de soort werd voor het eerst geldig gepubliceerd door Salomon Müller in 1840.

## Kenmerken
De lichaamslengte van deze beweeglijke dieren bedraagt 6,5 cm en de staartlengte ruim 6 cm. Ze hebben een variabele vachtkleur. De bruine bovendelen vertonen gele spikkeltjes, terwijl de onderdelen geelachtig grijs zijn. Ze hebben een vrij lange kop met een erg breed voorhoofd.

## Verspreiding en leefgebied
De soort komt voor in Indonesië, Maleisië en Brunei in de uitgestrekte bossen aan de voet van de gebergten.